# Delia montana
Delia montana este o specie de muște din genul Delia, familia Anthomyiidae. A fost descrisă pentru prima dată de Malloch în anul 1919. Conform Catalogue of Life specia Delia montana nu are subspecii cunoscute.